# Cyrestis negros
Cyrestis negros är en fjärilsart som beskrevs av Martin 1903. Cyrestis negros ingår i släktet Cyrestis och familjen praktfjärilar. Inga underarter finns listade i Catalogue of Life.